# チャック・ウィリス
ハロルド・ジェローム・"チャック"・ウィリス（Harold Jerome "Chuck" Willis、1928年1月31日 - 1958年4月10日）は、アメリカ合衆国のブルース、リズム&ブルース、ロックンロールの歌手、ソングライター。
1950年代のダンス形態「ストロール」のパフォーマンスにより、「ストロールの王」と呼ばれた。
最大のヒットは「C.C.ライダー」（1957年）と「ワット・アム・アイ・リヴィング・フォー」（1958年）で、共にビルボードR&Bチャートで1位を獲得した。

## 来歴

### デビュー
ジョージア州アトランタ生まれ。
アトランタのラジオDJゼナス・シアーズが、ある日のタレント・コンテストでウィリスを見初め、マネージャーになり、1951年にコロムビア・レコードと契約させた。コロンビアの子会社オーケー・レコードでシングルを出し、人気のR&Bシンガーソングライターとしての地位を確立した。

### アトランティック・レコード時代
1956年、アトランティック・レコードに移籍。同年のシングル「イッツ・トゥー・レイト（シーズ・ゴーン）」「ファニータ/ワッチャ・ゴナ・ドゥー・ウェン・ユア・リーブス・ユー」がヒットした。
1957年には「C.C.ライダー」をリリースし、ビルボードR&Bチャートで1位を獲得、さらにポップチャートでも12位にランクインした。同曲は故郷アトランタのシンガーであるマ・レイニーが最初に録音した楽曲（12バー・ブルース）であり、ウィリスのバージョンはビー・ブーズが歌ったものをベースにしている。同曲のゆるいビート、まろやかなヴィブラフォンのバッキングやコーラスは、当時の人気ダンス・スタイル「ストロール」のステップで踊られ、若者を中心に流行した。
1958年には「C.C.ライダー」と同じ「ストロール」の「ベティ・アンド・デュプリー」をリリースし、人気となった。また、「ワット・アム・アイ・リヴィング・フォー」でR&Bチャート1位、ファッツ・ドミノの曲「ゴーイング・トゥー・ザ・リヴァー」のカバーで同チャートで4位を獲得した。

### 急死
長年にわたって胃潰瘍を患っていたが、1958年4月10日、腹膜炎の手術中に死亡した。シングル「ワット・アム・アイ・リヴィング・フォー/ハングアップ・マイ・ロックン・ロール・シューズ」のリリース直後だった。同シングルは100万枚以上を売り上げてゴールドディスクに認定され、同年のR&Bのレコード売上げ1位も獲得した。

## ディスコグラフィ

### シングル
| 年   | A面                                                       | レーベル      | チャート（位） | チャート（位） |
| 年   | A面                                                       | レーベル      | US Pop         | US R&B         |
| ---- | --------------------------------------------------------- | ------------- | -------------- | -------------- |
| 1952 | "My Story"                                                | OKeh 4-6905   | -              | 2              |
| 1953 | "Going To The River"                                      | OKeh 4-6952   | -              | 4              |
| 1953 | "Don't Deceive Me"                                        | OKeh 4-6985   | -              | 6              |
| 1954 | "You're Still My Baby"                                    | OKeh 4-7015   | -              | 4              |
| 1954 | "I Feel So Bad"                                           | OKeh 4-7029   | -              | 8              |
| 1956 | "It's Too Late"                                           | Atlantic 1098 | -              | 3              |
| 1956 | "Juanita" / "Whatcha' Gonna Do When Your Baby Leaves You" | Atlantic 1112 | -              | 7 11           |
| 1957 | "C. C. Rider"                                             | Atlantic 1130 | 12             | 1              |
| 1958 | "Betty and Dupree"                                        | Atlantic 1168 | 33             | 15             |
| 1958 | "What Am I Living For" / "Hang Up My Rock And Roll Shoes" | Atlantic 1179 | 9 24           | 1 9            |
| 1958 | "My Life"                                                 | Atlantic 1192 | 46             | 12             |
| 1958 | "Keep A-Driving"                                          | Atlantic 2005 | -              | 19             |

## カバー
- 「イッツ・トゥー・レイト（シーズ・ゴーン）」 - オーティス・レディング、ロイ・オービソン、バディ・ホリー（ザ・クリケッツ（英語版））、エリック・クラプトン（デレク・アンド・ザ・ドミノス）、ジェリー・ガルシア・バンド
- 「I Feel So Bad」「C.C.ライダー」 - エルヴィス・プレスリー
- 「ハングアップ・マイ・ロックン・ロール・シューズ」 - ザ・バンド『ロック・オブ・エイジズ』（1972年）
- 「ゴーン」 - カニエ・ウェスト（2005年）
- 「Oh What a Dream」 - Ruth Brown、Conway Twitty